# Maksim Tourov
Maksim Tourov est un joueur d'échecs russe né le 7 décembre 1979 à Goukovo. Grand maître international depuis 1999, il a remporté le tournoi de Wijk aan Zee dans le groupe C en janvier 2012 (avec 10,5 points sur 13) et deux fois le mémorial Agzamov (en 2010 et 2012).
Au 1er mai 2017, il est le 44e joueur russe avec un classement Elo de 2 600 points.
Tourov a également remporté les tournois de Budapest de novembre 1996 et 2003 (tournoi mémorial Elekes), le championnat ouvert du Québec (C.O.Q.) en 2001, le championnat open des Pays-Bas de 2005 et 2011 à Dieren, l'open du cercle arctique à Salekhard en 2008 et l'open de Chennai en 2010.

## Biographie
Sa femme, Irina Tourova, qui a le titre de maître international du jeu d'échecs, a remporté le championnat de Russie féminin en 2003.